# Projektive Abbildung
Projektive Abbildungen sind Abbildungen, welche Geraden in Geraden überführen. Sie sind in der projektiven Geometrie das Analogon zu den linearen Abbildungen der linearen Algebra.

## Definition
Der projektive Raum {\displaystyle P(V)} zu einem {\displaystyle K}-Vektorraum {\displaystyle V} ist die Menge aller Geraden durch den Nullpunkt in {\displaystyle V}, das heißt der Quotientenraum {\displaystyle V\setminus \{0\}/\sim } bezüglich der Äquivalenzrelation {\displaystyle x\sim y\Leftrightarrow \exists \lambda \in K\setminus \{0\}\colon x=\lambda y}. 

Seien nun {\displaystyle V_{1}} und {\displaystyle V_{2}} Vektorräume und {\displaystyle P(V_{1})} und {\displaystyle P(V_{2})} die zugehörigen projektiven Räume, dann heißt eine Abbildung
{\displaystyle \pi \colon P(V_{1})\longrightarrow P(V_{2})}
projektiv oder projektiv-linear, wenn es eine injektive lineare Abbildung
{\displaystyle {\tilde {\pi }}\colon V_{1}\longrightarrow V_{2}}
mit
{\displaystyle \pi (\langle x\rangle )=\langle {\tilde {\pi }}(x)\rangle } für alle {\displaystyle \langle x\rangle \in P(V_{1})}
gibt.
Bei einzelnen Autoren findet man auch folgende (nicht äquivalente) Definition: 

Seien {\displaystyle P(V_{1})} und {\displaystyle P(V_{2})} projektive Räume und {\displaystyle Z} ein projektiver Unterraum von {\displaystyle P(V_{1})}, dann heißt eine Abbildung
{\displaystyle \pi \colon P(V_{1})\setminus Z\longrightarrow P(V_{2})}
projektiv, wenn es eine lineare Abbildung
{\displaystyle {\tilde {\pi }}\colon V_{1}\longrightarrow V_{2}}
mit
{\displaystyle \pi (\langle x\rangle )=\langle {\tilde {\pi }}(x)\rangle } für alle {\displaystyle \langle x\rangle \in P(V_{1})\setminus Z}
und {\displaystyle P(\operatorname {Kern} ({\tilde {\pi }}))=Z} gibt. Der Unterraum {\displaystyle Z} wird als der Ausnahmeraum bezeichnet.
Dieser Artikel bezieht sich im Folgenden auf die erste Definition.

### Beispiel
Ein Beispiel einer projektiven Abbildung (zwischen projektiven Räumen unterschiedlicher Dimension) ist die Veronese-Einbettung {\displaystyle i:P(K^{2})\rightarrow P(K^{3})}.
{\displaystyle i([x:y])=[x^{2}:xy:y^{2}]}.

## Projektive lineare Gruppe
Die invertierbaren projektiven Abbildungen eines projektiven Raumes {\displaystyle P(V)} auf sich bilden eine Gruppe, die als projektive lineare Gruppe {\displaystyle \mathrm {PGL} (V)} bezeichnet wird. Die Elemente dieser Gruppe sind insbesondere geradentreu, also Kollineationen.
Die projektive lineare Gruppe {\displaystyle \mathrm {PGL} (V)} über einem Vektorraum {\displaystyle V} über einem Körper {\displaystyle K} ist die Faktorgruppe {\displaystyle \mathrm {GL} (V)/K^{\times }}, wobei {\displaystyle K^{\times }} die normale (sogar zentrale) Untergruppe der skalaren Vielfachen {\displaystyle k\cdot \mathrm {id} _{V}} der Identität {\displaystyle \mathrm {id} :V\rightarrow V} ist mit {\displaystyle k} aus {\displaystyle K\setminus \{0\}}. Die Bezeichnungen {\displaystyle \mathrm {PGL} (n,K)} usw. entsprechen denen der allgemeinen linearen Gruppe. Wenn {\displaystyle K} ein endlicher Körper ist, sind {\displaystyle \mathrm {PGL} (n,K)} und {\displaystyle \mathrm {SL} (n,K)} gleichmächtig, aber im Allgemeinen nicht isomorph.
Projektive Abbildungen erhalten die Inzidenzstruktur.
Der Name stammt aus der projektiven Geometrie, wo das Analogon zur allgemeinen linearen Gruppe die projektive lineare Gruppe ist, zum {\displaystyle n}-dimensionalen projektiven Raum über {\displaystyle K} gehört dabei die Gruppe {\displaystyle \mathrm {PGL} (n+1,K)}, sie ist die Gruppe aller Projektivitäten des Raumes. 

### Gebrochen-lineare Transformationen
Im Fall der projektiven Gerade {\displaystyle KP^{1}:=P(K^{2})} handelt es sich bei den projektiven Abbildungen genau um die gebrochen-linearen Transformationen. 
Nach der Identifikation von {\displaystyle P(K^{2})} mit {\displaystyle K\cup \left\{\infty \right\}} (durch {\displaystyle [x_{0}:x_{1}]\leftrightarrow x_{0}x_{1}^{-1}}) wirkt {\displaystyle PGL(2,K)} auf {\displaystyle P(K^{2})} durch
{\displaystyle \left({\begin{matrix}a&b\\c&d\end{matrix}}\right)z={\frac {az+b}{cz+d}}}.

### Möbiustransformationen
Ein Spezialfall ist die Gruppe der Möbiustransformationen, die {\displaystyle \mathrm {PGL} (2,\mathbb {C} )}. Dies sind die projektiven Abbildungen des {\displaystyle P(\mathbb {C} ^{2})}. Diskrete Gruppen von Möbiustransformationen werden als Kleinsche Gruppen bezeichnet. Fuchssche Gruppen sind Kleinsche Gruppen, welche den projektiven Unterraum {\displaystyle P(\mathbb {R} ^{2})\subset P(\mathbb {C} ^{2})} auf sich abbilden.

## Eigenschaften
Projektive Abbildungen bilden projektive Teilräume auf projektive Teilräume ab.
Projektive Abbildungen erhalten das Doppelverhältnis von 4-Tupeln kollinearer Punkte. Diese Eigenschaft kann als kennzeichnendes Merkmal der  projektiven Geometrie angesehen werden. Siehe dazu: Erlanger Programm.
Diese Zusammenhänge waren schon im Altertum bekannt und finden sich z. B. bei Pappos. Sie sind der entscheidende Grund dafür, dass der Begriff Doppelverhältnis überhaupt entwickelt wurde.